# Ivan Malioutine
Ivan Andreïevitch Malioutine (en russe : Ива́н Андре́евич Малю́тин ; 1889-1932) est un artiste russe puis soviétique connu pour ses affiches incitant les Russes à s'engager sur le front polonais.